# Gmina Kotla
Gmina Kotla je polská vesnická gmina v okrese Hlohov v Dolnoslezském vojvodství. Sídlem gminy je obec Kotla. V roce 2021 zde žilo 4 418 obyvatel.
Gmina má rozlohu 127,5 km² a zabírá 28,8 % rozlohy okresu. Skládá se z 12 starostenství.

## Části gminy
StarostenstvíCeber, Chociemyśl, Głogówko, Grochowice, Kotla, Kozie Doły, Krzekotówek, Kulów, Moszowice, Skidniów, Sobczyce, Zabiele.
Sídla bez statusu starostenstvíBogomice, Dorzecze, Krążkówko, Leśna Dolina, Pękoszów, Skidniówek, Skórzyn, Winowno, Zaszków.